# ISteve
 (janvier 2022).
Si vous disposez d'ouvrages ou d'articles de référence ou si vous connaissez des sites web de qualité traitant du thème abordé ici, merci de compléter l'article en donnant les références utiles à sa vérifiabilité et en les liant à la section « Notes et références ».
Pour plus de détails, voir Fiche technique et Distribution.
iSteve est un film américain, sorti en 2013.

## Synopsis
Steve Jobs, une fois mort, revient sur les événements marquants de sa vie.

## Fiche technique
- Titre : iSteve
- Réalisation : Ryan Perez
- Scénario : Ryan Perez
- Direction artistique : Mike Robertson
- Décors : Joshua Wilmott
- Costumes : Melissa Gould-McNeely
- Photographie : Brian Lane
- Montage : Pat Bishop (en), Danny Jelinek, Andy Maxwell, Ryan Perez, Chris Poole et Caleb Swyers
- Production : Funny or Die
- Société de production : Finos Film
- Pays d'origine : États-Unis
- Format : Couleurs
- Genre : biopic et comédie
- Durée : 79 minutes
- Date de sortie : 15 avril 2013

## Distribution
- Justin Long : Steve Jobs
- Art Evans : Ol' Mose
- Juzo Yoshida : Otogawa
- Brian Huskey : Professor Palladino
- Jorge Garcia : Steve Wozniak
- Allan McLeod : Allan
- Avin Das : Homebrew Member
- Ben Parks : Homebrew Membertogawa
- Madeline Wager : Homebrew Member
- Paul Walter Hauser : Pastey Jones
- Kevin Pedersen : Twitchy Kyle
- Jason Sheridan : No-Eye-Contact Eric
- Michael R. Carlson : Skip Palewater
- James Urbaniak : Bill Gates
- Michaela Watkins : Melinda Gates
- Jill Donnelly : Annie Leibovitz
- John Ross Bowie : John Sculley
- Joe Hartzler : Robert Palmer (en)
- Charles Ingram : George Lucas
- Andree Vermeulen : D'arcy Wretzky
- Paul Rust : Billy Corgan
- Anthony Gioe : Justin Long
- Joe Ferrell : John Hodgman
- Nick Corirossi : Dell Dude (en)